# امامزادگان سید زاهد و سید طاهر
امامزادگان سید زاهد و سید طاهروملقب به سیدامیر ابن سید زین العابدین بن سیدحسن بن زید بن علی بن حسین بن علی بن ابی طالب مربوط به اواسط دوره صفوی است و در شهرستان شمیرانات، بخش رودبارقصران، روستای آهار واقع شده و این اثر در تاریخ ۱ مهر ۱۳۸۲ با شمارهٔ ثبت ۱۰۳۹۲ به‌عنوان یکی از آثار ملی ایران به ثبت رسیده است.